# Hans Poppenruyter
Hans Poppenruyter (parfois Poppen Ruyter, Hans Van Neurwerk ou Hans Popenrerde), né vers 1455 ou 1457 à Nuremberg et mort le 24 février 1534 à Malines, est un humaniste, industriel et fournisseur aux armées du XVe siècle et XVIe siècle, créateur et directeur de la Fonderie royale de Malines, fondeur d'artillerie et maître-bombardier de l'empereur Charles Quint.

## Biographie
Fils d'Ulrich, forgeron, et frère de Sebald, ecclésiastique, Hans Poppenruyter épouse en premières noces Katharina van Osseghem, puis, le 26 janvier 1526, Heylwich (Heylwige) van den Nieuwenhuysen alias van Campfort (1500-1562), fille de Henrick Michiels van den Nuwenhuysen et de Cathelyn Gerit Cantfoerts. Les deux mariages sont restés sans descendance, mais Poppenruyter a eu plusieurs enfants illégitimes, nés entre 1511 et 1522, qui ont été dotés par son testament du 6 décembre 1533.
Il semble qu'il soit Hans le jeune Allemand, qui a été présenté au duc comme fondeur de canon à Lille vers 1475. Il semble avoir livré quelques canons le 5 mars 1487 à Frederik van Egmond, seigneur d'Yselstein, pour la siège d'Utrecht.
Installé à Malines, il crée une fonderie d'artillerie, près de l'ancienne porte de Bruxelles et de l'hôtel d'Egmont, et est reçu bourgeois de Malines en 1514. Connaissant un grand développement, bénéficiant d'importantes commandes, la fonderie fournit en artillerie les armées de Charles Quint, qui accorde à Poppenruyter obtient le titre de fondeur royal en 1520 et de maître-bombardier de l'Empereur. Il est chargé de couler les pièces d'artillerie destinées aux expériences se déroulant à Bruxelles en vue d'en réduire les modèles et dimensions. Il fournit également en artillerie Marguerite d'Autriche, Charles le Téméraire, les municipalités néerlandaises et les puissances étrangères. Ainsi, le roi de France Louis XII lui commande une cinquantaine de bouches à feu par l'intermédiaire de Philippe de Clèves en 1498 et le roi d'Angleterre Henri VIII lui passe commande en 1512.
Il acquiert plusieurs biens immobiliers à Malines et ses alentours. Sa seconde épouse fonde l'hospice Sainte-Hedwidge, dit de la Putterie, dans l'ancien hôtel d'Egmont voisin de la fonderie.
En relations avec Érasme, il tient avec lui une correspondance et lui envoie un poignard en cadeau. Selon Otto Scholtenloher, Poppenruyter serait le destinataire de son Enchiridion militis christiani.
Poppenruyter meurt le 24 février 1534 à Malines. Sa veuve se remarie deux ans plus tard avec Remi de Halut, vicomte de Bergues-Saint-Winoc, ancien capitaine au régiment de Montmorency, qui reprend la direction de la fonderie royale d'armes. La succession sera ensuite reprise par le neveu Gérard van den Nieuwenhuysen. La fonderie d'armes, de renommée internationale, a perduré jusqu'à la fin du XVIIIe siècle.

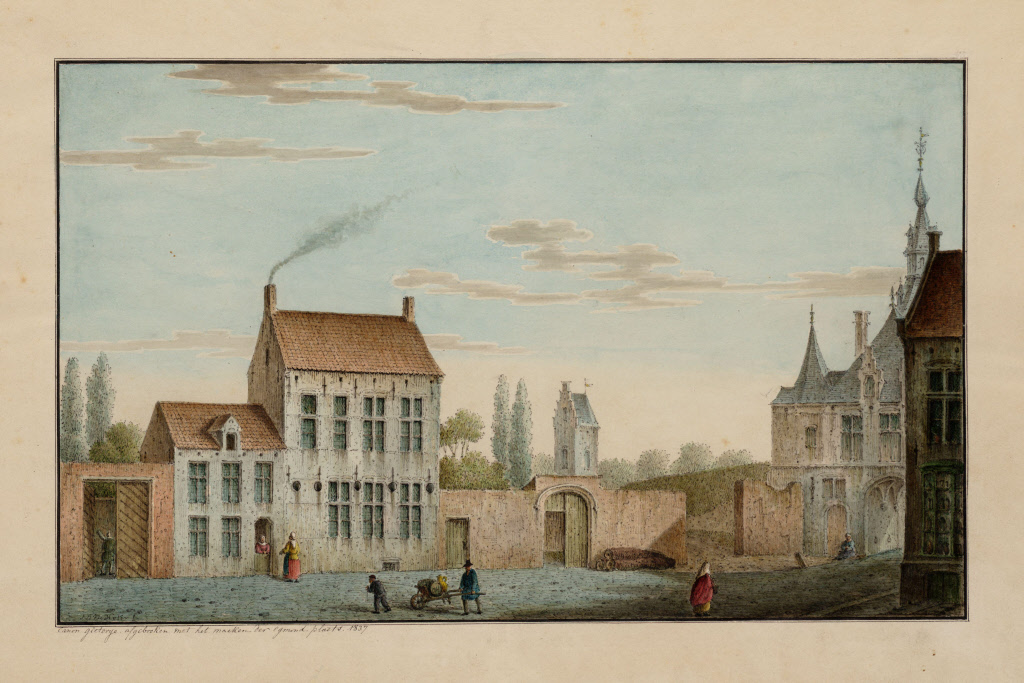
Fonderie royale de Malines
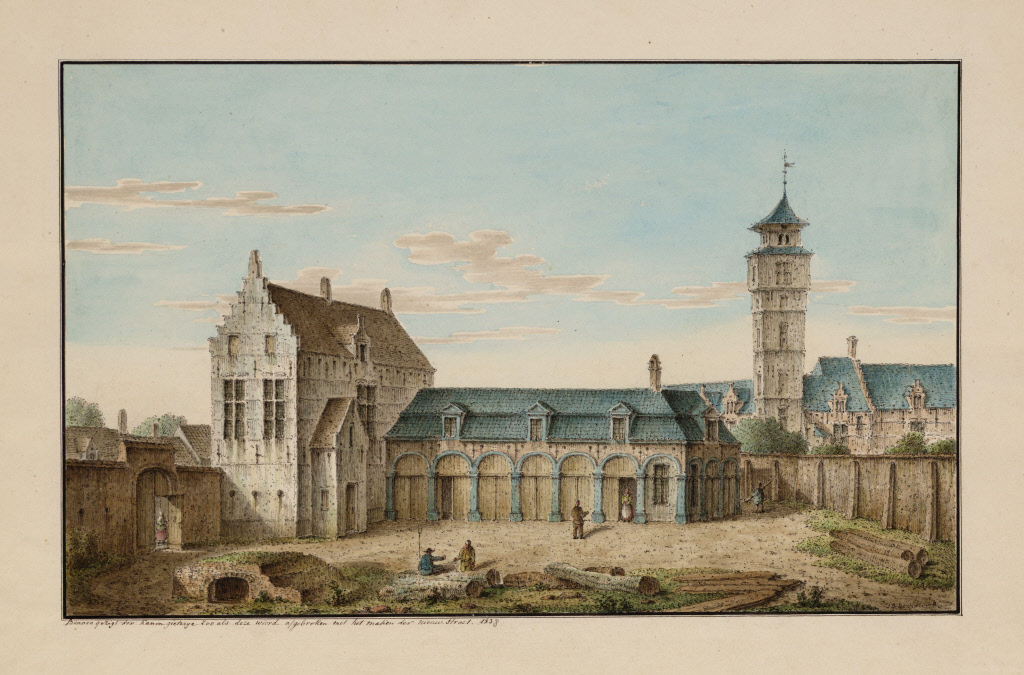
Fonderie royale de Malines, avec en vue de fond l'hospice Sainte-Hedwidge, dite de la Putterie.
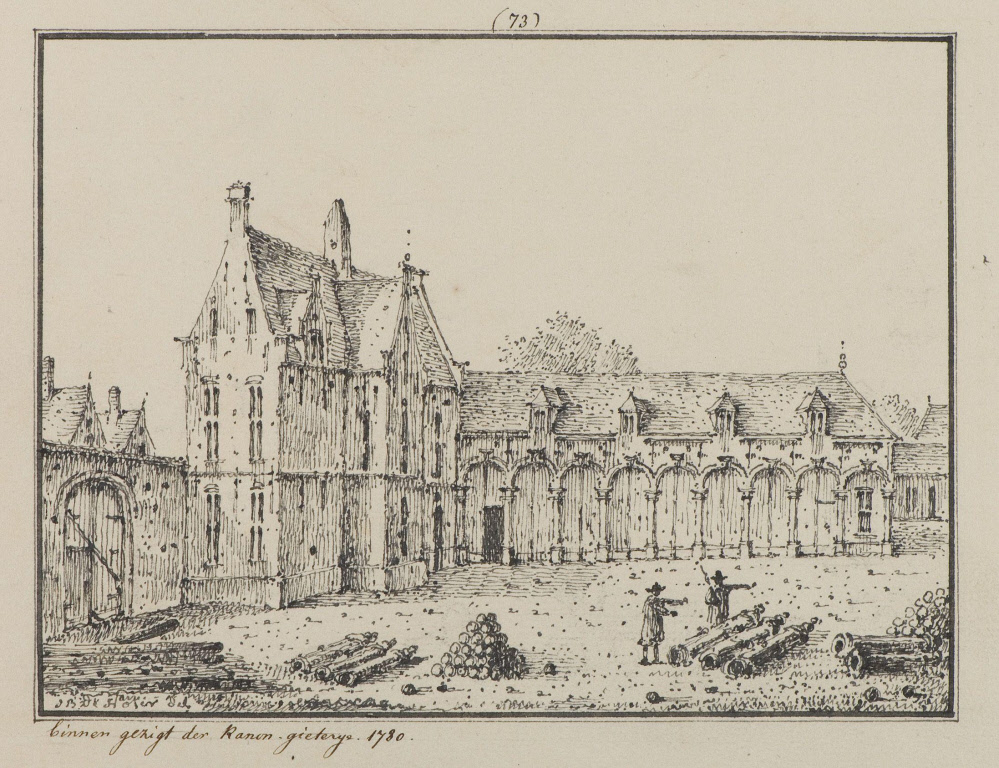
Fonderie royale de Malines